# Prato-Sornico

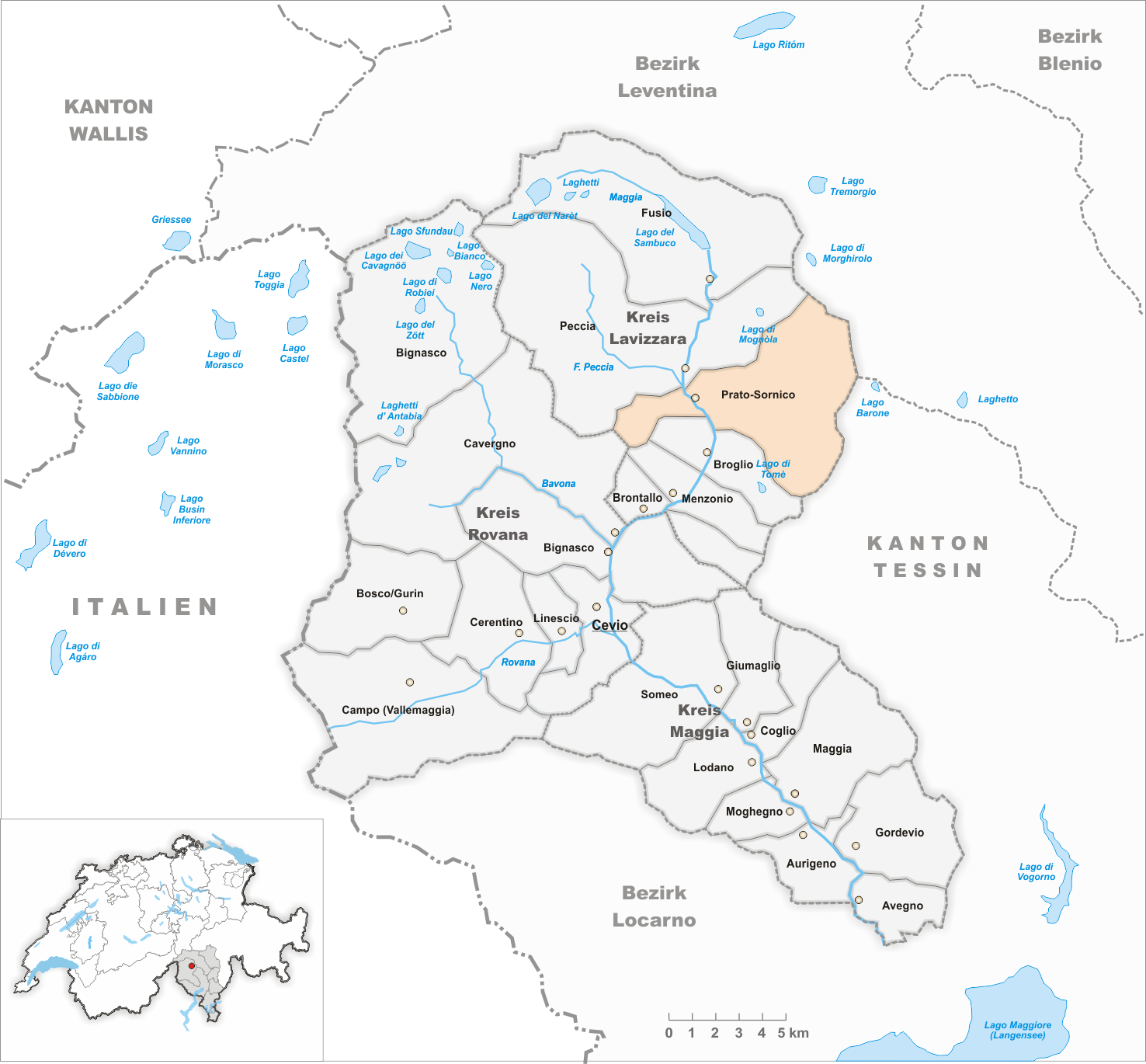
Gemeindestand vor der Fusion am 4. April 2004

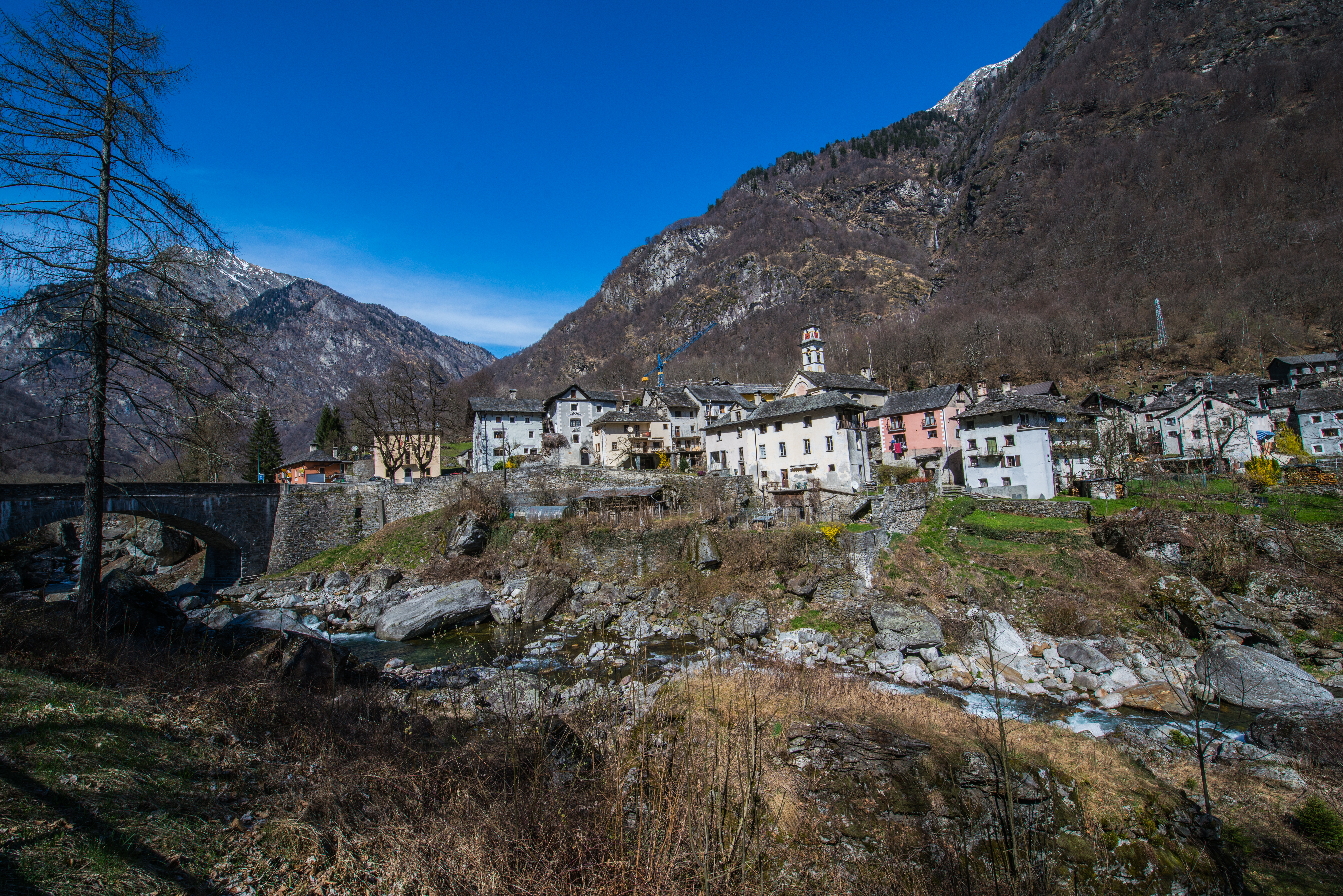
Prato-Sornico

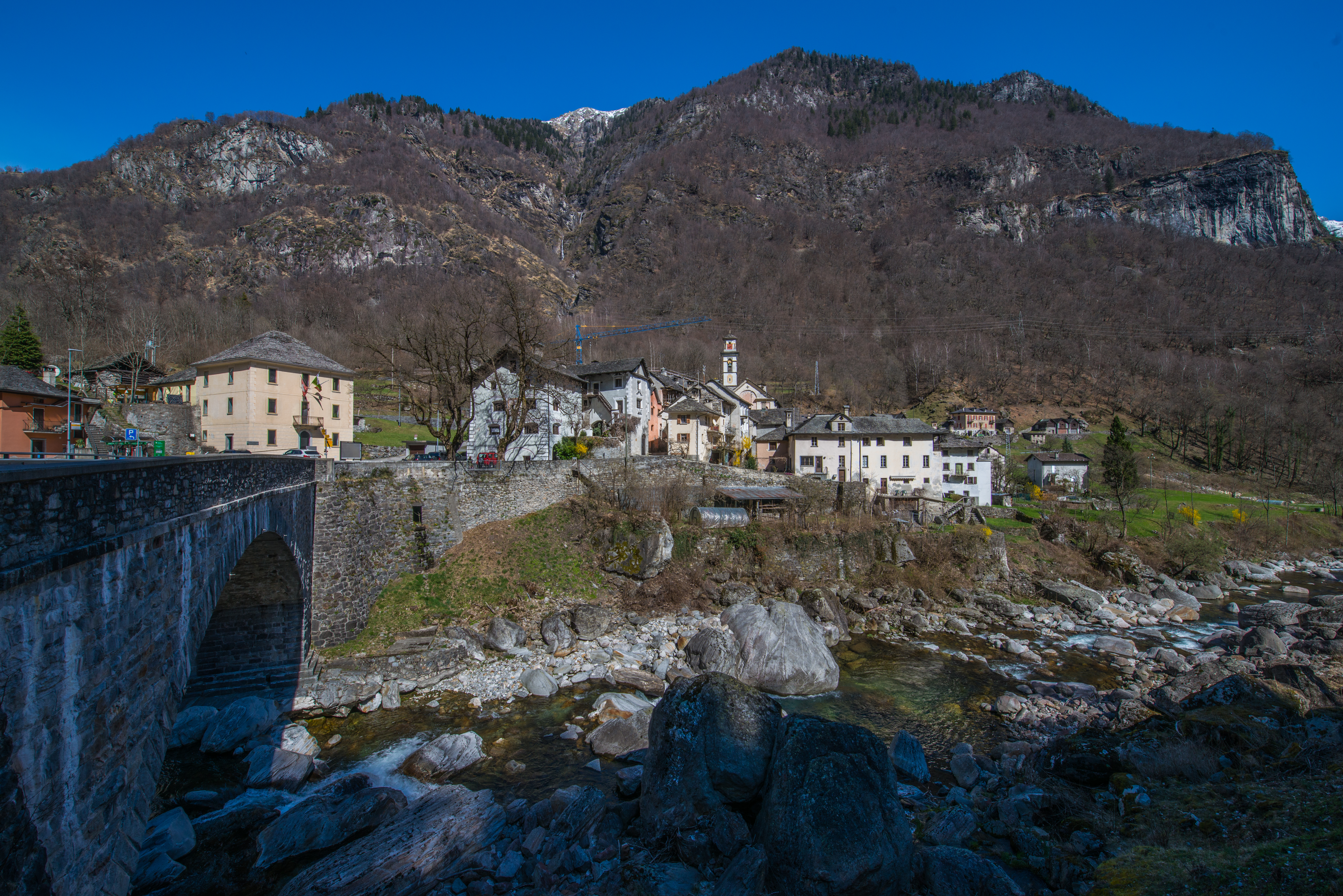
Prato-Sornico

Prato-Sornico war von 1864 bis 2004 eine politische Gemeinde im Bezirk Vallemaggia (Kreis Lavizzara) des Schweizer Kantons Tessin.

## Geographie
Das Doppeldorf liegt auf einer Höhe zwischen 742 und 754 m ü. M. am linken Ufer der Lavizzara und am Eingang ins Val Prato, 37 Kilometer nordwestlich von Locarno. Auf einer dem Dorf gehörenden Alpweide sprudelt eine ergiebige Mineralquelle. Über dem Dorf erhebt sich der 3071 Meter hohe Pizzo Campo Tencia.

## Geschichte
Eine erste Erwähnung finden Prato im Jahre 1374 und Sornico 1374. Die Orte gehörte früher zur vicinìa Lavizzara und genossen eine gewisse Selbständigkeit. 1374 nahmen die Dörfer Prato, Sornico, Broglio TI, Peccia und Fusio die Teilung des gemeinsamen Gebiets vor. Von 1803 an bildete Prato eine politische Gemeinde, wurde aber 1864 mit Sornico vereinigt, um die Gemeinde Prato-Sornico zu bilden.
2004 ging Prato-Sornico zusammen mit Broglio, Brontallo, Fusio, Menzonio und Peccia in der neugegründeten Gemeinde Lavizzara auf.

## Bevölkerung
Einwohnerzahlen: Volkszählungsdaten
Im 17. Jahrhundert zählten Prato und Sornico zusammen 800 Einwohner. Im 19. und 20. Jahrhundert führten Auswanderung nach Übersee und in die Städte zu einem starken Bevölkerungsschwund.

## Sehenswürdigkeiten
- Im Ortsteil Prato: Pfarrkirche Santi Fabiano und Sebastiano, geweiht (1487)[4][5]
- Im Ortsteil Predee: Oratorium San Carlo Borromeo (1618)[4]
- Im Ortsteil Vedlà: Oratorium del Crocifisso (1758)[4]
- Im Ortsteil Sornico: Kirche San Martino, erwähnt 1372[4][6]
- Gemeinschaftshaus (1500)[4]
- Wohnhaus Moretti (XVII Jahrhundert)[4]
- Aufgeständerter Getreidespeicher
- Schalenstein (Zeichenstein) an der Grenze der ehemaligen Gemeinde Broglio (900 m ü. M.)[7]

## Persönlichkeiten
- Giovanni Giulio Gerolamo Berna (1717–1804), Geistlicher und Bibliotheksgründer
- Bernardo Pfiffer-Gagliardi (* 19. September 1810 (auch Phiffer, Pfyffer oder Gagliardi-Pfiffer) in Prato-Sornico (heute Gemeinde Lavizzara); 14. Februar 1867 ebenda)[8]
- Giacomo Pfiffer-Gagliardi (* 20. März 1809 (auch Phiffer, Pfyffer oder Gagliardi-Pfiffer in Umkehrung des vom Vater übernommenen Doppelnamens) in Prato-Sornico; † 31. Juli 1867 in Locarno)[9]
- Martino Signorelli (* 10. Juli 1896 in Prato-Sornico; † 14. November 1975 in Locarno), Priester, Pfarrer von Muzzano, Domherr von Lugano, Rektor des Seminars von Lugano, Lokalhistoriker[10]
- Fede Cavalli Melià (* 19. April 1936 in Cevio; † 19. November 2011 in Prato-Sornico), Kunstmalerin, Linoleumgrafin[11]